# Taça dos Clubes Campeões Europeus de 1958–59
A Taça dos Campeões Europeus de futebol de 1958-59 foi a quarta edição do principal torneio de clubes europeus. Foi ganha pela quarta vez seguida pelo Real Madrid que na final derrotou novamente Stade de Reims seu adversário na primeira final da competição, desta vez o jogo foi no Neckarstadion, Estugarda, no dia 3 de Junho de 1959, o placar do jogo foi 2 a 0.
Esta temporada foi a primeira em que Grécia, Finlândia e Turquia enviaram seus campeões nacionais para a competição, porém o Olympiacos Campeão Grego, desistiu por razões políticas antes de jogar sua primeira partida. O Manchester United foi convidado a participar do Torneio haja visto que a campanha no torneio anterior ter sido prejudicada pelo desastre aéreo de Munique, porem os ingleses desistiram da disputa antes da primeira partida. A Espanha continuou a ser representada por seu vice-campeão, já que o Real Madrid Campeão Espanhol já estava qualificado como atuais campeões. Nessa edição quem ficou com a vaga espanhola foi o Atlético de Madrid

## Fase preliminar
| Equipa #1                 | Result. | Equipa #2                  | 1ª Mão | 2ª Mão | Playoff | Ref |
| ------------------------- | ------- | -------------------------- | ------ | ------ | ------- | --- |
| Juventus FC               | 3 - 8   | SK Rapid Viena             | 3 - 1  | 0 - 7  | x       |     |
| Dinamo Zagreb             | 3 - 4   | Dukla Praga                | 2 - 2  | 1 - 2  | x       |     |
| Kjøbenhavns Boldklub      | 5 - 5   | FC Schalke 04              | 3 - 0  | 2 - 5  | 1 - 3   |     |
| Atlético de Madrid        | 13 - 1  | Drumcondra Dublin          | 8 - 0  | 5 - 1  | x       |     |
| SC Wismut Karl-Marx-Stadt | 4 - 4   | Petrolul Ploieşti          | 4 - 2  | 0 - 2  | 4 - 0   |     |
| Jeunesse d'Esch           | 2 - 2   | IFK Göteborg               | 1 - 2  | 1 - 0  | 1 - 5   |     |
| Polonia Bytom             | 0 - 6   | MTK Hungária FC            | 0 - 3  | 0 - 3  | x       |     |
| DOS                       | 4 - 6   | Sporting Clube de Portugal | 3 - 4  | 1 - 2  | x       |     |
| Standard Liège            | 6 - 3   | Heart of Midlothian FC     | 5 - 1  | 1 - 2  | x       |     |
| Ards                      | 3 - 10  | Stade de Reims             | 1 - 4  | 2 - 6  | x       |     |

## Primeira fase
| Equipa #1                  | Result. | Equipa #2                 | 1ª Mão | 2ª Mão | Playoff | Ref |
| -------------------------- | ------- | ------------------------- | ------ | ------ | ------- | --- |
| SK Rapid Viena             | 3 - 2   | Dukla Praga               | 3 - 1  | 0 - 1  | x       |     |
| Real Madrid                | 3 - 1   | Besiktas JK               | 2 - 0  | 1 - 1  | x       |     |
| Atlético Madrid            | 2 - 2   | CSKA Sofia                | 2 - 1  | 0 - 1  | 3-1     |     |
| Wolverhampton Wanderers    | 3 - 4   | FC Schalke 04             | 2 - 2  | 1 - 2  | x       |     |
| BSC Young Boys             | 6 - 2   | MTK Hungária FC           | 4 - 1  | 2 - 1  | x       |     |
| IFK Göteborg               | 2 - 6   | SC Wismut Karl-Marx-Stadt | 2 - 2  | 0 - 4  | x       |     |
| Sporting Clube de Portugal | 2 - 6   | Standard Liège            | 2 - 3  | 0 - 3  | x       |     |
| Stade de Reims             | 7 - 0   | HPS                       | 4 - 0  | 3 - 0  | x       |     |

## Quartas-de-final
| Equipa #1       | Result. | Equipa #2                 | 1ª Mão | 2ª Mão | Playoff | Ref |
| --------------- | ------- | ------------------------- | ------ | ------ | ------- | --- |
| SK Rapid Viena  | 1 - 7   | Real Madrid               | 0 - 0  | 1 - 7  | x       |     |
| Atlético Madrid | 4 - 1   | FC Schalke 04             | 3 - 0  | 1 - 1  | x       |     |
| BSC Young Boys  | 2 - 2   | SC Wismut Karl-Marx-Stadt | 2 - 2  | 0 - 0  | 2-1     |     |
| Standard Liège  | 2 - 3   | Stade de Reims            | 2- 0   | 0- 3   | x       |     |

### Jogos de ida
| 4 de Fevereiro de 1959 | Standard Liège                | 2 – 0  | Stade Reims | Stade Maurice Dufrasne, Liège       |
|                        | Jadot 65' · Givard 71' (pen.) | Report |             | Público: 36,000 Árbitro: John Kelly |

| 4 de Março de 1959 | Atlético Madrid                   | 3 – 0  | Schalke 04 | Santiago Bernabéu Stadium, Madrid          |
|                    | Vavá 47' · Miguel 73' · Peiró 90' | Report |            | Público: 110,000 Árbitro: Antonio Moriconi |

| 4 de Março de 1959 | Wiener Sport-Club | 0 – 0  | Real Madrid | Praterstadion, Viena                    |
|                    |                   | Report |             | Público: 80,000 Árbitro: Albert Alsteen |

| 11 de Março de 1959 | Young Boys          | 2 – 2  | Wismut Karl Marx Stadt | Wankdorf Stadium, Berna                   |
|                     | Meier 22' · Rey 87' | Report | Wagner 45' · Zink 59'  | Público: 32,000 Árbitro: Francisco Guerra |

### Jogos de volta
| 18 de Março de 1959 | Stade Reims                      | 3 – 0  | Standard Liège | Stade Auguste Delaune, Reims                          |
|                     | Piantoni 70' · Fontaine 73', 88' | Report |                | Público: 32,235 Árbitro: José María Ortiz de Mendíbil |

Stade Reims ganhou 3-2 no total
| 18 de Março de 1959 | Schalke 04 | 1 – 1  | Atlético Madrid | Glückauf-Kampfbahn, Gelsenkirchen |
|                     | Nowak 1'   | Report | Vavá 90'        | Público: 43,000 Árbitro: Leo Horn |

O Atlético de Madrid ganhou 4-1 no total
| 18 de Março de 1959 | Real Madrid                                                      | 7 – 1  | Wiener Sport-Club | Santiago Bernabéu Stadium, Madrid       |
|                     | Mateos 8' · Di Stéfano 14', 64', 69', 75' · Rial 67' · Gento 89' | Report | Horak 9'          | Público: 90,000 Árbitro: Maurice Guigue |

O Real Madrid ganhou 7-1 no total
| 18 de Março de 1959 | Wismut Karl Marx Stadt | 0 – 0  | Young Boys | Sparkassen-Erzgebirgsstadion, Aue     |
|                     |                        | Report |            | Público: 30,000 Árbitro: Bengt Andrén |

Young Boys 2-2 Wismut Karl Marx Stadt no agregado

### Playoff
| 1 de Abril de 1959 | Young Boys                    | 2 – 1  | Wismut Karl Marx Stadt | Olympic Stadium, Amsterdã         |
|                    | Meier 21' · Wechselberger 33' | Report | Tröger 75' (pen.)      | Público: 20,000 Árbitro: Leo Horn |

## Semifinais
| Equipe 1    | Total | Equipe 2           | Ida   | Volta | Playoff | Ref |
| ----------- | ----- | ------------------ | ----- | ----- | ------- | --- |
| Real Madrid | 2 - 2 | Atlético de Madrid | 2 - 1 | 0 - 1 | 2-1     |     |
| Young Boys  | 1 - 3 | Stade de Reims     | 1 - 0 | 0 - 3 | x       |     |

### Jogos de ida
| 15 de Abril de 1959 | Young Boys | 1 – 0  | Stade Reims | Wankdorf Stadium, Berna                    |
|                     | Meier 15'  | Report |             | Público: 60,000 Árbitro: Lucien Van Nuffel |

| 15 de Abril de 1959 | Real Madrid                  | 2 – 1  | Atlético Madrid | Santiago Bernabéu Stadium, Madrid     |
|                     | Rial 15' · Puskás 33' (pen.) | Report | Chuzo 13'       | Público: 120,000 Árbitro: John Mowatt |

### Jogos de volta
| 7 de Maio de 1959 | Atlético Madrid | 1 – 0  | Real Madrid | Estadio Metropolitano de Madrid, Madrid |
|                   | Collar 43'      | Report |             | Público: 50,000 Árbitro: Reg Leafe      |

Real Madrid 2-2 Atlético Madrid no agregado
| 13 de Maio de 1959 | Stade Reims                      | 3 – 0  | Young Boys | Parc des Princes, Paris                       |
|                    | Piantoni 41', 72' · Penverne 47' | Report |            | Público: 35,898 Árbitro: Pieter Paulus Roomer |

Stade Reims venceu por 3-1 no total

### Playoffs
| 13 de Maio de 1959 | Real Madrid                 | 2 – 1  | Atlético Madrid | La Romareda, Zaragoza                        |
|                    | Di Stéfano 16' · Puskás 42' | Report | Collar 18'      | Público: 20,000 Árbitro: Arthur Edward Ellis |

## Final
A final da Copa da Europa de 1959 foi realizada em 3 de junho de 1959 no Neckarstadion, em Estugarda, na Alemanha Ocidental. A vitória do Real Madrid foi seu quarto título consecutivo, mantendo seu status como a única equipe a vencer a competição. Stade Reims foi vice-campeão pela segunda vez, já tendo perdido o Real na final inaugural em 1956.
| 3 de Junho de 1959 | Real Madrid                | 2 – 0  | Stade Reims | Neckarstadion, Stuttgart              |
|                    | Mateos 1' · Di Stéfano 47' | Report |             | Público: 72,000 Árbitro: Albert Dusch |

## Artilheiros
| Classificação | Nome          | Equipe             | Gols |
| ------------- | ------------- | ------------------ | ---- |
| 1ª            | Just Fontaine | Stade Rennais      | 10   |
| 2ª            | Vavá          | Atlético de Madrid | 8    |
| 3ª            | Di Stéfano    | Real Madrid        | 6    |
|               | Joaquín Peiró | Atlético de Madrid | 6    |